# Aykut Demir
Aykut Demir (Bergen op Zoom, 22 oktober 1988) is een Turks-Nederlands voetballer die als verdediger speelt. Hij is eenmalig Turks international. Op 19 november 2013 speelde hij in een vriendschappelijke wedstrijd tegen Wit-Rusland.

## Loopbaan
Demir begon zijn voetballoopbaan bij SV DOSKO uit Bergen op Zoom. In 1998 maakte de speler de overstap naar de jeugdopleiding van NAC Breda. Nadat Demir diverse jeugdelftallen van NAC had doorlopen, voegde NAC coach Ton Lokhoff Demir in december 2005 toe aan de eerste selectie van NAC. In deze maand tekende hij een contract van 2,5 jaar bij de Bredase club, dat hem daarmee tot 1 juli 2008 aan NAC bindt. Ongeveer een half jaar later verlengde hij zijn contract met een jaar.
Hij speelde op het Wereldkampioenschap voetbal voor spelers onder de 18 jaar in Peru. Met het Turks voetbalelftal bereikte Demir de halve finale.
Demir speelde zijn debuutwedstrijd voor NAC Breda op zaterdag 14 januari 2006 tegen Roda JC. Deze wedstrijd eindigde in 4-0 in het voordeel van Roda JC.
Zijn goede spel bij NAC Breda en de jeugdelftallen van Turkije zorgde ervoor dat verschillende Turkse clubs in de zomer van 2006 probeerden de speler bij NAC weg te halen. Onder hen bevond zich ook de topclub Beşiktaş JK. Demir besloot echter dat het wijzer was om nog enkele jaren te rijpen bij NAC.
Begin 2008 wordt Demir door zijn oude trainer Lokhoff op huurbasis naar Excelsior gehaald.
In 2009 verkaste hij naar zijn eerste club in Turkije, Gençlerbirliği SK. Na meer dan honderd wedstrijden te hebben gespeeld voor deze club, vertrok Demir in 2013 naar Trabzonspor. In 2017 ging hij spelen bij tweedeklasser Giresunspor. In 2019 ging hij naar Büyükşehir Belediye Erzurumspor.